# هنري وثر (سياسي)
هنري وثر (بالإنجليزية: Henry Lowther)‏ هو دبلوماسي وسياسي بريطاني (وحمل سابقاً جنسية المملكة المتحدة لبريطانيا العظمى وأيرلندا)، ولد في 26 مارس 1858، وتوفي في 23 نوفمبر 1939. انتخب سفير المملكة المتحدة لدى تشيلي (1909 – 1913) وانتخب سفير المملكة المتحدة لدى الدنمارك (1913 – 1916).